# Musée Picarvie
Le musée Picarvie est un musée des vieux métiers picards du XIXe siècle, situé à Saint-Valery-sur-Somme.

## Historique
Ce musée a été créé à la fin des années 1980 par Paul Longuein qui amassa, pendant plus de trente ans, toute une collection de vieux outils qu'il installa dans son immeuble. Il ouvrit ses collections à la visite.
Par la suite, le conseil départemental de la Somme se porta acquéreur du local et des collections.

## Caractéristiques
Le musée renferme une collection de 6 000 outils concernant 40 métiers. Tout un village picard du XIXe siècle est reconstitué avec son école, son estaminet, ses ruelles pavées, ses échoppes, ses ateliers artisanaux : serrurier, maréchal-ferrant, charron... La technique de la fabrication du torchis, de l'extraction des briques de tourbe, le travail du lin sont également présentés. Une ferme picarde est exposée avec un grenier à foin, une cave à cidre, une étable, une écurie. L'intérieur d'une maison picarde est fidèlement reconstitué.

## Pour approfondir